# Edenilton Lampião
Edenilton Lampião, pseudônimo de Edenilton Araújo (Rio Tinto, 1 de setembro de 1950 - São Paulo, 10 de setembro de 1985), foi um jornalista e escritor brasileiro. Foi editor da Revista Planeta entre os anos de 1980 e 1983, uma famosa revista sobre esoterismo e ufologia. Um dos mais famosos filósofos da contracultura brasileira, Edenilton era chamado de Lampião por ser nordestino e usar óculos redondos, sendo assim muito parecido fisicamente com o rei do cangaço, Virgulino Ferreira da Silva, cujo apelido era Lampião.

## Revista Planeta
Foi editor da Revista Planeta por três anos, chegando a alertar sobre o grande número de seitas que reverenciavam alienígenas e discos voadores, só no eixo Rio-São Paulo, artigo este que se tornou um clássico entre os ufólogos e praticantes da contracultura.

## Contracultura
Muito conhecido e querido no meio jornalístico, teve destaque sua grande amizade com o escritor Paulo Coelho. Chegaram a fundar juntos a "Ordem da Estrela Bailarina", em 20 de março de 1981. Este movimento procurava reorganizar o movimento alternativo do Brasil e apontava não mais o homem como centro de tudo, o que é um dos pilares das religiões, em total concordância com Friedrich Nietzsche, o qual ambos admiravam.
Já no jornal Folha da Tarde, em matéria de 10 de setembro de 1984, chegou a alertar sobre a "sofisticação dos métodos e da linguagem das seitas no Brasil". Segundo Lampião, as seitas podem ser classificadas em três tipos:
- Profundamente místicas: de inspiração cristã.
- Consciência cósmica: relacionada a alienígenas.
- Esotérico-científicas: adaptam-se ao que está na moda.

## Obras
Além das inúmeras matérias e reportagens das quais fez parte, ou como jornalista redator ou como editor, destaca-se seu livro "Aviso aos Retirantes".

## Frases
Famoso por suas frases, de tom humorístico e sempre contrariando preceitos aceitos universalmente como certos. Sempre dizia verdades porém com tom de humor, sem chocar ou ofender ninguém.
Algumas delas:
- Quando o discípulo está pronto, o mestre desaparece.[9] (na frase original, "o discípulo aparece")
- Sou contra de tudo que é a favor e a favor de tudo que é contra. (Livro "Aviso aos Retirantes")

## Falecimento
Em 10 de setembro de 1985, Edenilton Lampião foi atropelado na Via Anchieta, no município de São Paulo, e não resistiu aos ferimentos.